# Perrogney-les-Fontaines
Perrogney-les-Fontaines là một xã thuộc tỉnh Haute-Marne trong vùng Grand Est đông bắc nước Pháp. Xã này nằm ở khu vực có độ cao trung bình466 mét trên mực nước biển.
Sông Âujon bắt nguồn ở xã này.